# 石川総昌
石川 総昌（いしかわ ふさまさ）は、江戸時代前期の旗本。総氏系石川家（保久石川家）2代。

## 生涯
万治2年（1659年）総氏の嫡男として誕生。母は河内丹南藩第3代藩主高木正弘の娘である。寛文10年7月12日（1670年8月27日）将軍徳川家綱に拝謁し、父の致仕を受け元禄8年7月9日（1695年8月18日）家督を継ぐ。
元禄11年10月1日（1698年11月3日）御書院番組頭を拝命し同年12月（1699年1月）布衣着用を許される。また、上野国・下野国に持つ所領が三河国額田郡・加茂郡に移され、所領4千石全てが三河の2郡内となる。
元禄16年2月（1703年3月）組下大久保忠賀の切腹に伴い、小普請組に降格とされ閉門を仰せつかる。同年12月（1704年1月）赦免されるが翌宝永元年2月（1704年3月）漸く出仕を許される。享保4年6月（1719年7月）小普請組支配を命じられる。
享保6年7月（1721年8月）職を辞し旗本寄合席に列し、享保8年7月（1723年8月）病により致仕し、家督を嫡男である総朗に譲る。享保9年1月23日（1724年2月17日）築地萬年橋の屋敷にて死去した。